# Kanton Saint-Mathieu
Der Kanton Saint-Mathieu ist ein ehemaliger, bis 2015 bestehender französischer Wahlkreis im Arrondissement Rochechouart, im Département Haute-Vienne und in der Region Limousin; sein Hauptort war Saint-Mathieu. Vertreter im Generalrat des Départements war ab 2001 Claude Pauliat (ADS).
Der sechs Gemeinden umfassende Kanton Saint-Mathieu war 181,62 km² groß und hatte 3235 Einwohner (Stand 2020).

## Gemeinden
| Gemeinde                 | Einwohner Jahr | Fläche km² | Bevölkerungsdichte | Code INSEE | Postleitzahl |
| ------------------------ | -------------- | ---------- | ------------------ | ---------- | ------------ |
| La Chapelle-Montbrandeix | 251 (2013)     | 19,83      | 13 Einw./km²       | 87037      | 87440        |
| Dournazac                | 650 (2013)     | 35,97      | 18 Einw./km²       | 87060      | 87230        |
| Maisonnais-sur-Tardoire  | 414 (2013)     | 31,89      | 13 Einw./km²       | 87091      | 87440        |
| Marval                   | 566 (2013)     | 38,5       | 15 Einw./km²       | 87092      | 87440        |
| Pensol                   | 184 (2013)     | 15,04      | 12 Einw./km²       | 87115      | 87440        |
| Saint-Mathieu            | 1120 (2013)    | 40,39      | 28 Einw./km²       | 87168      | 87440        |